# Католицька церква в Уганді
Като́лицька це́рква в Уга́нді — найбільша християнська конфесія Уганди. Складова всесвітньої Католицької церкви, яку очолює на Землі римський папа. Керується конференцією єпископів. Станом на 2004 рік у країні нараховувалося близько 11 219 000 католиків (42,28% від усього населення). Існувало 19 діоцезій, які об'єднували 436 церковних парафій.  Кількість  священиків — 1584 (з них представники секулярного духовенства — 1253, члени чернечих організацій — 331), постійних дияконів — 2, монахів — 1183, монахинь — 2989.